# Varize-Vaudoncourt
Varize-Vaudoncourt (até 2015: Varize) é uma comuna francesa na região administrativa de Grande Leste, no departamento de Mosela. Estende-se por uma área de 13,87 km². Em 2010 a comuna tinha 547 habitantes (densidade: 39,4 hab./km²).